# Gryllotalpa viginti
Gryllotalpa viginti är en insektsart som beskrevs av Baccetti och Capra 1978. Gryllotalpa viginti ingår i släktet Gryllotalpa och familjen mullvadssyrsor. Inga underarter finns listade i Catalogue of Life.